# Croix de la Sauraie
La croix de la Sauraie est située à Plouha en France.

## Localisation
La croix est située sur la commune de Plouha, route de Kermaria, dans le département des Côtes-d'Armor en région Bretagne.

## Historique
La croix est inscrite au titre des monuments historiques par arrêté du 31 mars 1926.